# 300 North LaSalle
300 North LaSalle es un rascacielos de uso mixto de 60 plantas construido entre 2006 y 2009, situado en el lado norte del río Chicago en el barrio de Near North Side de Chicago, Illinois, Estados Unidos. El edificio tiene 102 192 m² de superficie construida destinados a oficinas, comercios, restaurantes y espacios públicos, así como tres pisos de aparcamiento subterráneo. Debido a su localización en el lado norte del río Chicago, el edificio incluye un jardín público costero iluminado por el sol de unos 2000 m² de superficie con acceso directo a la orilla del río. El acero estructural fue fabricado por Cives Steel Co, y Maine Detailers, una división de Cives Steel Co.

## Edificio verde
El promotor de este edificio, Hines, ha obtenido la pre-certificación oro de la LEED, que acredita al edificio como un gran proyecto de diseño sostenible, mediante la incorporación de materiales y sistemas respetuosos con el medio y eficientes energéticamente. El edificio está diseñado para maximizar el uso de la luz diurna, minimizando al mismo tiempo la ganancia de calor solar.

## Propietario
El edificio fue vendido por Hines el 28 de julio de 2010 a KBS REIT II, Inc., un fondo de inversión inmobiliaria del sur de California.

## Inquilinos

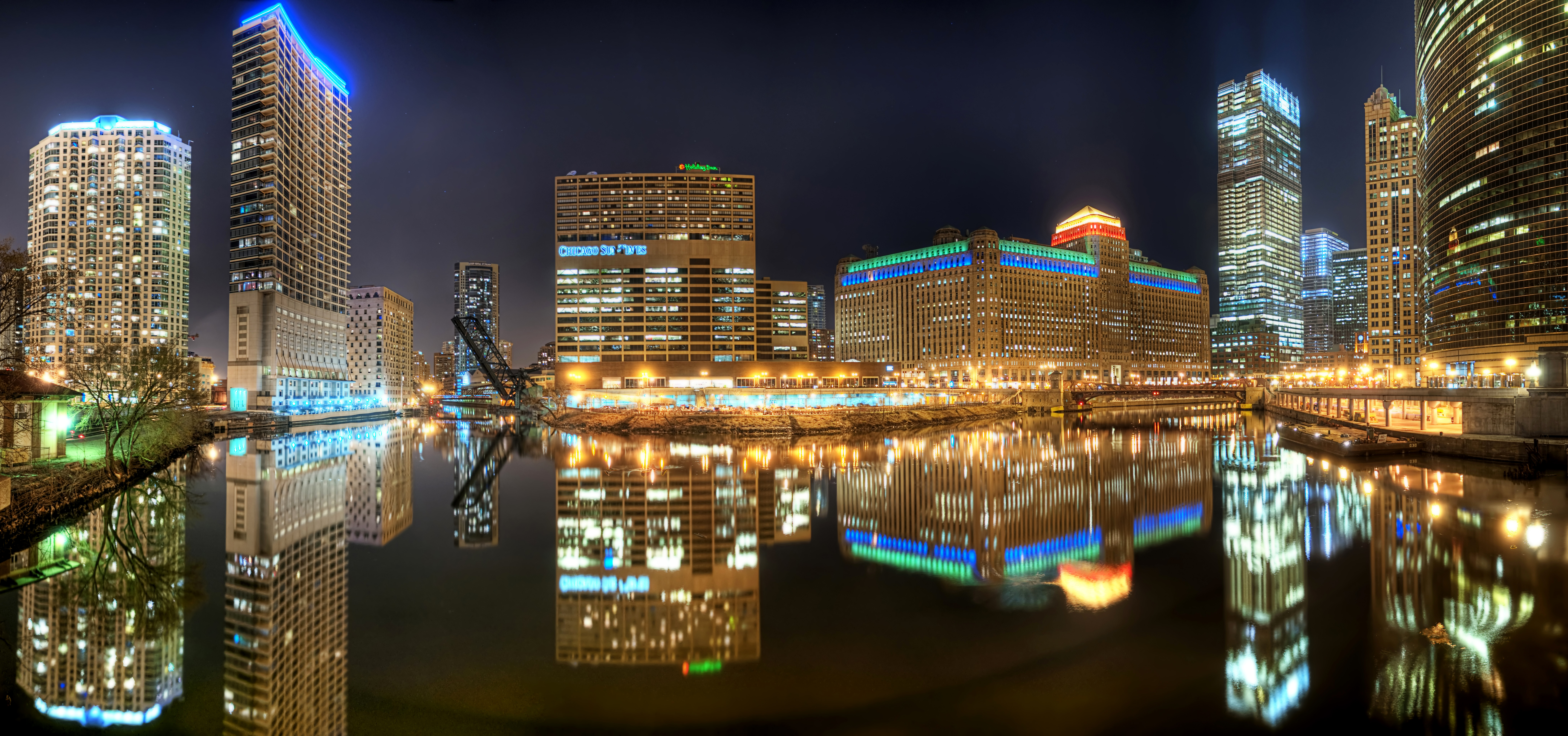
Vista nocturna de los alrededores del edificio desde el oeste a lo largo del río Chicago: Entre los edificios y estructuras mostrados se encuentran (de izquierda a derecha): Left Bank at K Station (300 North Canal), 333 North Canal, puente de ferrocarril Kinzie Street, 350 West Mart Center, Merchandise Mart, 300 North LaSalle, puente Franklin Street y parte de 333 Wacker Drive.

El 29 de julio de 2010, el 93% del edificio estaba alquilado a 24 inquilinos diferentes. Kirkland & Ellis, el mayor despacho de abogados de Chicago, es el inquilino principal alquilando plantas en las secciones de baja y media altura del edificio. Otros inquilinos son la consultoría de gestión Boston Consulting Group, la firma privada de derecho GTCR, el banco de inversión Moelis & Company, la consultoría y firma de reestructuración Alix Partners, y el bufete de abogados corporativos Quarles & Brady LLP.